# Макклейн, Тед
Теодор «Тед» Макклейн (англ. Theodore "Ted" McClain; родился 30 августа 1946 года в Нашвилле, штат Теннесси) — американский профессиональный баскетболист, играл в Американской баскетбольной ассоциации, отыгравший пять из девяти сезонов её существования, плюс ещё три сезона в Национальной баскетбольной ассоциации. Двукратный чемпион АБА в сезоне 1974/1975 годов в составе команды «Кентукки Колонелс» и сезоне 1975/1976 годов в составе клуба «Нью-Йорк Нетс».

## Ранние годы
Тед Макклейн родился 30 августа 1946 года в городе Нашвилл (штат Теннесси), где он посещал среднюю школу Перл, в которой играл за местную баскетбольную команду.

## Статистика

### Статистика в НБА
| Сезон                                                                                    | Команда     | Регулярный сезон | Регулярный сезон | Регулярный сезон | Регулярный сезон | Регулярный сезон | Регулярный сезон | Регулярный сезон | Регулярный сезон | Регулярный сезон | Регулярный сезон | Регулярный сезон | Серия плей-офф | Серия плей-офф | Серия плей-офф | Серия плей-офф | Серия плей-офф | Серия плей-офф | Серия плей-офф | Серия плей-офф | Серия плей-офф | Серия плей-офф | Серия плей-офф |
| Сезон                                                                                    | Команда     | GP               | GS               | MPG              | FG%              | 3P%              | FT%              | RPG              | APG              | SPG              | BPG              | PPG              | GP             | GS             | MPG            | FG%            | 3P%            | FT%            | RPG            | APG            | SPG            | BPG            | PPG            |
| ---------------------------------------------------------------------------------------- | ----------- | ---------------- | ---------------- | ---------------- | ---------------- | ---------------- | ---------------- | ---------------- | ---------------- | ---------------- | ---------------- | ---------------- | -------------- | -------------- | -------------- | -------------- | -------------- | -------------- | -------------- | -------------- | -------------- | -------------- | -------------- |
| 1976/77                                                                                  | Денвер      | 72               |                  | 27,8             | 44,5             |                  | 74,4             | 3,2              | 4,5              | 1,5              | 0,2              | 8,2              | 6              |                | 28,3           | 41,3           |                | 75,0           | 2,3            | 4,5            | 1,7            | 0,3            | 7,3            |
| 1977/78                                                                                  | Баффало     | 41               |                  | 17,7             | 44,0             |                  | 79,4             | 1,8              | 3,0              | 1,0              | 0,0              | 5,2              | Не участвовал  | Не участвовал  | Не участвовал  | Не участвовал  | Не участвовал  | Не участвовал  | Не участвовал  | Не участвовал  | Не участвовал  | Не участвовал  | Не участвовал  |
| 1977/78                                                                                  | Филадельфия | 29               | 0                | 10,1             | 43,8             |                  | 70,0             | 1,3              | 1,2              | 0,6              | 0,1              | 3,1              | 5              |                | 6,2            | 30,0           |                | -              | 1,2            | 2,0            | 1,0            | 0,0            | 1,2            |
| 1978/79                                                                                  | Финикс      | 36               |                  | 12,9             | 47,0             |                  | 91,3             | 1,9              | 1,7              | 0,5              | 0,0              | 4,6              | 14             |                | 7,4            | 44,1           |                | 81,3           | 1,1            | 0,9            | 0,4            | 0,0            | 3,1            |
|                                                                                          | Всего       | 178              | 0                | 19,6             | 44,7             |                  | 78,6             | 2,3              | 3,0              | 1,0              | 0,1              | 5,9              | 25             |                | 12,2           | 41,1           |                | 79,2           | 1,4            | 2,0            | 0,8            | 0,1            | 3,7            |
| Наведите курсор мыши на аббревиатуры в заголовке таблицы, чтобы прочесть их расшифровку. |             |                  |                  |                  |                  |                  |                  |                  |                  |                  |                  |                  |                |                |                |                |                |                |                |                |                |                |                |